# Détention de Cécile Kohler et Jacques Paris
Pour les articles homonymes, voir Kohler.
La détention de Cécile Kohler et Jacques Paris désigne l'emprisonnement en Iran depuis mai 2022 de deux ressortissants français, Cécile Kohler et Jacques Paris. Retenus comme otages d'État, ils sont tous deux accusés, notamment d'espionnage, et maintenus à l'isolement cellulaire dans la prison d'Evin à Téhéran.

## Biographies

### Cécile Kohler
Cécile Kohler est née le 25 septembre 1984 à Colmar et grandit à Soultz-Haut-Rhin, dans le Haut-Rhin,. Elle a deux frères (Luc et Robin) et une sœur (Noémie).
Elle est agrégée de lettres modernes et enseigne depuis septembre 2009,. Résidant à Nanterre, elle dispense des cours de français au lycée Les Pierres Vives (en) dans la commune de Carrières-sur-Seine, en région parisienne,. Depuis 2011, elle est la déléguée syndicale du Syndicat national Force ouvrière des lycées et collèges (SNFOLC) dans son établissement. À compter de 2016, elle est également chargée des relations internationales pour la Fédération nationale de l'enseignement, de la culture et de la formation professionnelle - FO.

### Jacques Paris
Jacques Paris est né en 1953. Ancien élève du lycée Georges-Clemenceau de Nantes, il est professeur de mathématiques dans ce lycée de 1979 au début des années 2010. 
Père de deux filles, il est passionné de course à pied.

## Emprisonnement en Iran

### Arrestation
Cécile Kohler est arrêtée avec son compagnon Jacques Paris pour « espionnage » le 7 ou le 8 mai 2022 en Iran alors qu'elle arrive à la fin d'un séjour touristique. Les autorités iraniennes dissimulent son sort et le lieu où elle se trouve à sa famille et aux autorités françaises jusqu'au 23 novembre 2022, soit plus de six mois après son arrestation.
Le 6 octobre 2022, la Radio-télévision de la république islamique d'Iran (IRIB) diffuse les « aveux » forcés de Cécile Kohler sur les médias d'État, dans une vidéo de propagande ; la vidéo est entrecoupée d'images de vidéosurveillance de Cécile Kohler lors de son voyage en Iran. La vidéo la montre « avouer » sous la contrainte, être agent du service de renseignement extérieur de la France. Les autorités françaises réagissent immédiatement en dénonçant  « la mise en scène de leurs prétendus aveux est indigne, révoltante, inacceptable et contraire au droit international. [..] Ces prétendus aveux extorqués sous la contrainte n'ont aucun fondement, pas davantage que n'en avaient les motifs invoqués pour leur arrestation arbitraire. ».

### Conditions d'incarcération en Iran
Cécile Kohler est victime d'une disparition forcée et subit de la torture par les autorités iraniennes, tel que reconnu par Amnesty International et  l'ONU[réf. nécessaire]. Elle endure un isolement cellulaire complet pendant plusieurs mois, pratique violente caractérisée comme de la torture et contraire aux règles et normes des Nations unies. Elle ne peut contacter sa famille qu'après plus de sept mois de détention. Après ce premier contact, les appels suivants sont rares, irréguliers, courts et sous haute surveillance ; elle est empêchée de s'exprimer librement sur ses conditions de détention et son état de santé ; elle est maintenue dans une cellule de 9 m2, avec plusieurs co-détenues qui changent régulièrement, et dont elle ne peut sortir que trois fois par semaine pendant 30 minutes dans une cour ; elle dort à même le sol sur des couvertures. Elle est privée d'avocat indépendant et n'a aucun moyen de contacter son ambassade. L'ambassadeur français à Téhéran, Nicolas Roche, a pu lui rendre visite trois fois en 2022 et 2024. Elle ne peut pas recevoir de courrier,.
Le 8 janvier 2025, la prix Nobel de la paix Narges Mohammadi fait part lors d'une interview de sa grande inquiétude au sujet de Cécile Kohler, estimant que sa détention pourrait lui être fatale. Détenue dans la même prison que Cécile Kohler, mais dans une autre section, elle connaît bien les conditions de détention de la section 209 pour y avoir été emprisonnée plusieurs fois. Elle interroge régulièrement des femmes qui sont transférées de la section 209 à la sienne sur l'état de santé de Cécile. Elles la décrivent extrêmement affaiblie sur le plan physique,.
La prison dans laquelle Cécile Kohler et Jacques Paris sont détenus est bombardée par l'armée israélienne le 23 juin 2025, pendant la guerre Israël-Iran. Le bombardement a tué 71 personnes (dont des prisonniers, des proches venus leur rendre visite, des membres du personnel de la prison, et des habitants vivant à proximité),. Les autorités iraniennes indiquent que les prisonniers français n'ont pas été tués dans l'attaque. 

### Inculpation et procès
Le 2 juillet 2025, Cécile Kohler et Jacques Paris sont inculpés de trois chefs d'accusation  : « espionnage pour le Mossad », « complot pour renverser le régime » et « corruption sur terre ». Tous trois sont passibles de la peine de mort. 

## Manifestations de soutien
Le 23 mars 2024, plus d'une centaine de personnes manifestent à Paris pour soutenir les Français emprisonnés en Iran et demander leur libération. Lors de cette manifestation qui se tient place de la République à l'appel des familles de quatre prisonniers français, les manifestants déploient des pancartes avec les photos et les noms de Cécile Kohler, Jacques Paris, Louis Arnaud et Olivier Grondeau.
Le 7 mai 2025, des rassemblements ont lieu partout en France, organisés par l'association Liberté pour Cécile. Un livre intitulé Jamais sans Cécile est sorti à l'occasion de ces rassemblements.

## Autres prisonniers français en Iran
Lors de l'arrestation de Cécile Kohler et de son compagnon, deux autres prisonniers français sont déjà incarcérés en Iran : la chercheuse franco-iranienne Fariba Adelkhah et le voyageur Benjamin Brière. Six mois plus tard, en septembre 2022, le voyageur Louis Arnaud est arrêté à son tour, ainsi que Bernard Phelan le 3 octobre et Olivier Grondeau le 12 octobre. Benjamin, Bernard et Fariba sont libérés au cours de l'année 2023, Louis en juin 2024, Olivier en mars 2025,,,.
L'AFP signale le 6 juillet 2025 la disparition en Iran de Lennart Monterlos, jeune Franco-Allemand de 18 ans, qui y faisait une randonnée à vélo et qui s'apprêtait à quitter le pays du fait de l'expiration prochaine de son visa, d'après une source diplomatique française. La même source émet la possibilité qu'il ait pu être soupçonné d'espionnage et arrêté. Elle recommande aux ressortissants français de ne pas se rendre en Iran et « pour ceux qui y seraient déjà de passage [...] de quitter le territoire iranien immédiatement en raison des risques d’arrestation et de détention arbitraire »,.